# Argentaria
Argentaria fue una entidad bancaria pública española, que existió entre 1991 y 1999. Creada a partir de la unión de varios bancos y entidades de crédito públicas, sin embargo, fue progresivamente privatizada y en 1999 terminaría integrándose en el grupo BBVA.

## Historia
Fundada en mayo de 1991, fue promovida por el gobierno de Felipe González, que quiso crear un holding público que agrupase las entidades entonces en manos del Estado. Así nació la «Corporación Bancaria de España», que no tardaría en cambiar su nombre a «Argentaria». Esta denominación deriva de la palabra argentum (plata, dinero) y significa «puesto de banquero» en latín (argentarius significa banquero). En el momento de su creación absorbió a las siguientes entidades: Banco Exterior de España, Caja Postal de Ahorros, Banco Hipotecario de España, Banco de Crédito Local, Banco de Crédito Agrícola y Banco de Crédito Industrial. La nueva entidad sería presidida por Francisco Luzón, sustituido posteriormente por Francisco González. 
En el momento de su creación, Argentaria disponía de una red de 1351 oficinas bancarias. También creó la Fundación Argentaria, una entidad cultural sin ánimo de lucro.
Fue progresivamente privatizada entre 1993 y 1998 bajo los gobiernos de Felipe González (PSOE) y José María Aznar (PP). Finalmente, el 19 de octubre de 1999, se fusionó con el Banco Bilbao Vizcaya (BBV) y otras entidades menores que pertenecían al grupo (como el Banco de Alicante, el Banco del Comercio o la Banca Catalana), dando origen al actual Banco Bilbao Vizcaya Argentaria (BBVA). Tras la fusión, Emilio Ybarra (BBV) y Francisco González (Argentaria), se convirtieron en copresidentes de la nueva entidad.